# 根岸英一
根岸 英一（ねぎし えいいち、1935年（昭和10年）7月14日 - 2021年（令和3年）6月6日）は、日本の化学者。位階は従三位。
ノーベル化学賞受賞者。岡山大学名誉博士。帝人グループ名誉フェロー。大和市名誉市民。北海道大学触媒科学研究所及びパデュー大学の特別教授 (H.C. Brown Distinguished Professor of Chemistry)。

## 経歴
1935年（昭和10年）、満洲国新京（現在の中華人民共和国吉林省長春市）にて誕生。翌1936年（昭和11年）、南満洲鉄道系商事会社に勤めていた父の転勤に伴い、濱江省哈爾濱市（現在の黒竜江省ハルビン市）に転居して少年時代を過ごした。1943年（昭和18年）、父の転勤で日本統治時代の朝鮮仁川府（現在の大韓民国仁川広域市）、次いで京城府城東区（同ソウル特別市城東区）で過ごした。
第二次世界大戦後の1945年（昭和20年）11月、東京都目黒区に引き揚げ、親戚一同と過ごしたが、深刻な食糧不足などを解消するため、神奈川県高座郡大和町（現大和市）南林間へ転居して、大和小学校および新制の大和中学校へ進学した。満洲国時代に内地の同世代の児童より1年早く小学校に就学したため、神奈川県立湘南高等学校に進学しようとする際に、高校から年齢が1歳若く入学できないと通知されたため、大和中学校の教諭約10人が交代で高校を説得して入学許可が下り、同校に入学した際は同級生より1歳年下の14歳だった。高校のクラブ活動は合唱部に所属し、絵画部にも所属した。絵画部の2学年上に石原慎太郎が在籍していたが、レベル差を感じて根岸は絵画部を短期間で退部している。高校在籍当初は成績優秀な生徒ではなかったが、2年へ進級した後に猛勉強した結果、2年2学期から卒業まで学年トップかトップタイの成績を修め、1953年（昭和28年）3月に湘南高等学校を卒業（28回生）。同年17歳で東京大学に入学。大学受験時はプレッシャーにより体調は最低で、万一東京大学の入試に不合格だった時でも、東京芸術大学楽理科か指揮科なら楽器演奏のできない自分でも入学できるかもしれないと考えていた。
大学3年の時、胃腸障害をこじらせて一時入院し、1年留年。1958年（昭和33年）東京大学工学部応用化学科卒業。東京大学工学部出身者としては初めてのノーベル賞受賞者である。在学中に「帝人久村奨学金」を受給した縁もあり、同年4月に帝国人造絹絲（現帝人）へ入社。その後、1960年（昭和35年）に帝人を休職してフルブライト奨学生としてペンシルベニア大学博士課程へ留学し、1963年（昭和38年）にPh.D.を取得した。博士課程での指導教授はアラン・R・デイであった。
Ph.D.取得後は帝人中央研究所に復帰するが学界の研究者への転身を決意。日本の大学での勤務を希望していたが職場が見つからず、1966年（昭和41年）に帝人を休職（辞表を提出したが帝人が慰留したため休職扱い）してパデュー大学博士研究員となる。このときの指導教授はハーバート・C・ブラウン（1979年ノーベル化学賞受賞）。1968年（昭和43年）、パデュー大学講師、1972年（昭和47年）、シラキュース大学助教授に就任して帝人を正式に退職。1976年（昭和51年）、シラキュース大学准教授に昇格し、1979年（昭和54年）にブラウン教授の招きでパデュー大学へ移籍し教授に就任。同年のブラウン教授のノーベル賞授賞式には随伴者の一人として式典に出席した。1999年（平成11年）からパデュー大学ハーバート・C・ブラウン化学研究室特別教授の職位にある。
2010年（平成22年）10月には、古巣である帝人から「帝人グループ名誉フェロー」に招聘され、就任している。
2011年（平成23年）、母校ペンシルベニア大学から名誉博士号 (Doctor of Science) を授与された。また、岡山大学のエネルギー研究拠点のアドバイスに長年携わっていたことから同年3月23日に岡山大学名誉博士を授与された。
さらに独立行政法人（現・国立研究開発法人）科学技術振興機構の総括研究主監に就任し、同機構が日本における活動拠点となっている。2014年（平成26年）3月、母校の東京大学から名誉博士号を授与された。
2018年（平成30年）3月12日にイリノイ州で根岸夫妻の乗る乗用車が溝にはまる交通事故が発生。地元のイリノイ州警察の発表によれば、英一は助けを求めるため車外に出たが戻らないため、夫を探すため妻のすみれ夫人も車外に出た。しかし現地の寒さは厳しく、すみれ夫人は低体温症になり、その後夫妻は病院に搬送されたがすみれ夫人は死去した（満80歳没）。すみれ夫人の死去については当初は事件性が疑われたが、死因が偶発的な低体温症であったとして警察は事件性を否定している。
2021年（令和3年）6月6日、アメリカ・インディアナ州のインディアナポリスで死去した。85歳没。日本で所属していた東京大学や北海道大学、岡山大学などから哀悼の意が表された。また没日に遡って日本政府より従三位に追叙された。

## 人物
- 在米歴は50年を超え、家族は2女と4孫。
- 妻のすみれ夫人（2018年3月没）は湘南高校の同級生鈴木健次の妹であった[32]。
- 趣味はスキー。

## 業績
- 有機亜鉛化合物と有機ハロゲン化物とをパラジウムまたはニッケル触媒のもとに縮合させ C-C 結合生成物を得る根岸カップリングを発見。この業績により、鈴木章、リチャード・ヘックと共に、2010年（平成22年）10月6日にノーベル化学賞受賞が決まった[33]。この受賞に関し、根岸は「夢見たことがかなった。50年間思い続けていれば夢はかなう」とし、日本の若者も海外に打って出るべきだとコメントした。また有機アルミニウム化合物、有機ジルコニウム化合物をクロスカップリングに用いうることも最初に報告している。根岸はこのカップリング技術の特許を取得していない。その理由として「特許を取得しなければ、我々の成果を誰でも気軽に使えるからと考え、半ば意識的にした」と述べている[34]。
- 二塩化ジルコノセンを還元して得られる Zr(C5H5)2 は根岸試薬とも呼ばれ、多置換ベンゼンの合成などに用いられる。
- 2010年（平成22年）のノーベル賞受賞の功績により、平成22年度文化功労者に選出されると同時に文化勲章も受章した[35][36][37]。

## 学術賞

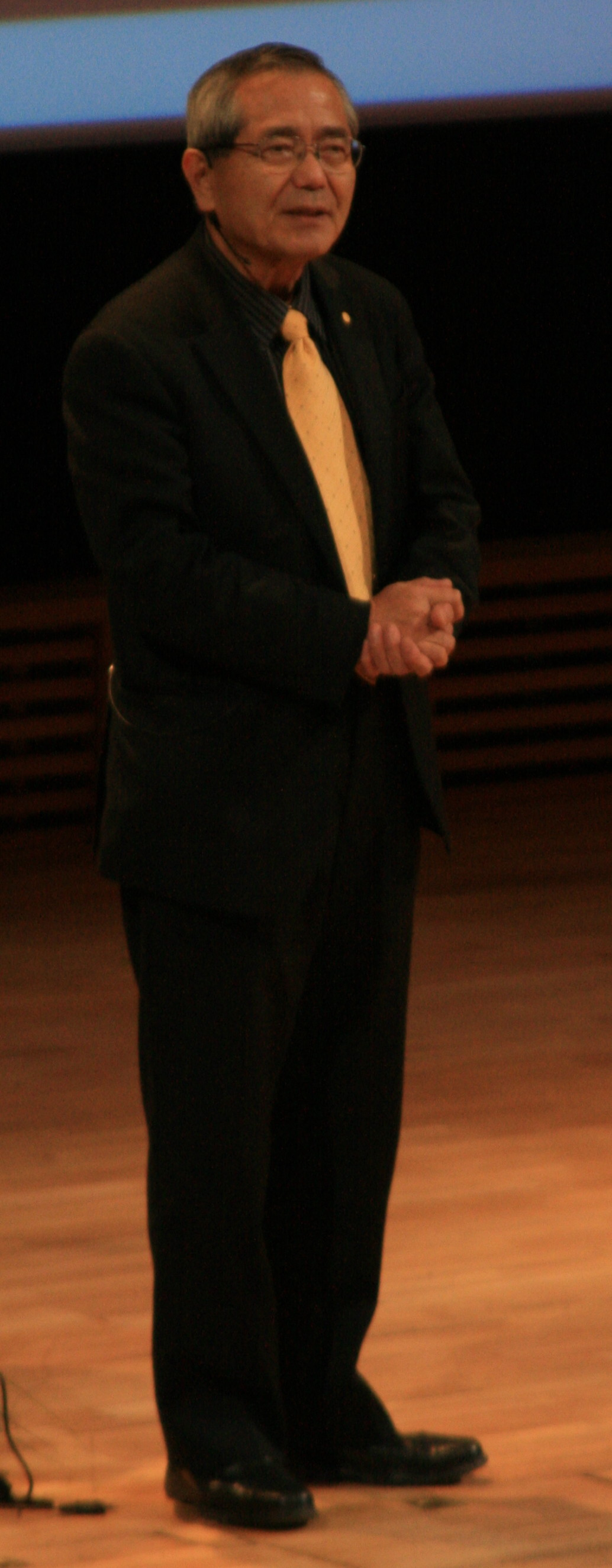
ストックホルム大学でのノーベル賞受賞講演（2010年）

- 1996年 A. R. Day Award（アラン・R・デイ賞、アメリカ化学会フィラデルフィア支部）
- 1997年 日本化学会賞[38]
- 1998年
  - Herbert N. McCoy Award（ハーバート・N・マッコイ賞）
  - ACS Award for Organometallic Chemistry（ACS有機合成化学賞、アメリカ化学会）
- 1998-2000年 Alexander von Humboldt Senior Researcher Award（アレクサンダー・フォン・フンボルト財団上席研究賞）
- 2000年 Sir Edward Frankland Prize Lectureship（エドワード・フランクランド講演賞）
- 2003年 Sigma Xi Award（パデュー大学）
- 2007年 Yamada-Koga Prize（微生物化学研究会）
- 2010年
  - ノーベル化学賞[33]
  - ACS Award for Creative Work in Synthetic Organic Chemistry（アメリカ化学会）

## 栄誉・叙勲
- 1960-1961年 Fulbright-Smith-Mund Fellowship（フルブライト奨学金）
- 1962-1963年 Harrison Fellowship at University of Pennsylvania（ペンシルベニア大学ハリソンフェローシップ）
- 1986年 グッゲンハイム・フェロー選出
- 2010年
  - 文化功労者[35]・文化勲章[36]
  - 大和市名誉市民[7][8]
  - 帝人グループ名誉フェロー
- 2011年
  - 岡山大学名誉博士
  - アメリカ芸術科学アカデミー会員
- 2014年 米国科学アカデミー会員[39]
- 2021年 従三位[31]

国立研究開発法人科学技術振興機構「根岸 英一 総括研究主監の経歴」等を参照。